# Прокляття ресурсів
Прокля́ття ресу́рсів або парадокс достатку — явище в економіці, пов'язане з тим, що країни, що володіють значними природними ресурсами, є, як часто вважається, менш економічно розвиненими, ніж країни з невеликими їх запасами або з запасами, які відсутні зовсім. Основними можливими причинами цього можуть бути:
- Зниження конкурентоспроможності інших секторів економіки, викликане збільшенням реального обмінного курсу, пов'язаним з припливом у країну доходів від ресурсів;
- Висока мінливість доходів від продажу ресурсів на світовому ринку;
- Помилки в державному регулюванні або розвиток корупції, пов'язані з припливом «легких» грошей в економіку.

## Історія виникнення поняття
Термін прокляття ресурсів був вперше використаний Річардом Ауті в 1993 році для опису ситуації, за якої країни, багаті природними ресурсами, були не в змозі використати це багатство для розвитку своєї економіки і, всупереч інтуїції, мали більш низьке економічне зростання, ніж країни, які володіють меншими природними ресурсами.
Однак, думка про те, що природні ресурси можуть бути скоріше прокляттям країни, ніж перевагою, почала зароджуватися ще в 80-ті роки XX століття. У різних дослідженнях, включаючи відому роботу Дж. Сакса і A. Ворнера, простежувався взаємозв'язок між достатком природних ресурсів і слабким економічним розвитком країни.
Одним з найяскравіших прикладів відірваності ресурсного достатку від економічного зростання є нафтовидобувні країни. Так, в період 1965—1998 рр. приріст ВНП на душу населення в країнах ОПЕК знизився в середньому до 1,3 %, тоді як в інших країнах, що розвиваються, він становив у середньому 2,2 %.
Деякі автори стверджують, що приплив фінансів, пов'язаний з іноземною допомогою, може чинити на економіку вплив, аналогічний прокльону ресурсів.
Разом з тим, слід зазначити, що багато держав, які мають значні запаси природних ресурсів, можуть досягати високого рівня добробуту й індустріального прогресу. До таких можна віднести США, Канаду, Австралію, меншою мірою Іспанію (більшість видів корисних копалин — сприятливі сільськогосподарські умови на частині території), деякі країни Перської затоки, Малайзію, Бруней, Лівію, Норвегію (нафта, газ, у Норвегії також найбагатші джерела гідроенергії, в Лівії багатющі підземні запаси прісної води).

## Негативні ефекти і причини

### Конфлікти
Природні ресурси можуть провокувати конфлікти в суспільстві, при яких різні групи і фракції борються за можливість розпорядження ними (рентоорієнтована поведінка).
Іноді цей конфлікт проявляється відкрито, як сепаратистський конфлікт в регіонах, де видобуваються ці ресурси (наприклад, такий, як в нафтовидобувній провінції Кабінда в Анголі), однак частіше вони приймають приховані форми, такі, як боротьба між міністерствами або департаментами за доступ до бюджетних коштів, що призводить до зниження ефективності державного управління в цілому.
Виділяють такі основні типи взаємозв'язку між природними ресурсами та збройними конфліктами. По-перше, ефекти прокляття ресурсів підривають якість державного управління, підвищуючи тим самим вразливість держави для конфліктів, викликаних іншими факторами. По-друге, конфлікти можуть виникати безпосередньо навколо контролю і використання ресурсів, а також розподілу надходжень від їх видобутку. По-третє, доступ до доходів від ресурсів однієї з сторін, що беруть участь в конфлікті, сприяє продовженню конфліктів.
У наукових дослідженнях широко цитується той факт, що для типової країни, частка експорту первинних ресурсів якої становить близько 25 % ВВП, ймовірність виникнення конфлікту становить 33 %, а при частці експорту 5 % ВВП — знижується до 6 %.

### Оподаткування
У стандартній ситуації, коли суспільство не є ресурсно-залежним, уряд обкладає податками громадян, які, в свою чергу, вимагають ефективного і відповідального управління. Ця взаємодія отримала назву соціального контракту між урядом і громадянами. У країнах, економіка яких заснована на природних ресурсах, уряд не має необхідності оподатковувати своїх громадян, оскільки він має гарантоване джерело доходу від видобутку природних ресурсів. У цих умовах соціальний контракт порушується, тому що уряд не відчуває себе зобов'язаним ефективно керувати державою. Більше того, частина суспільства, яка отримує дохід від видобутку ресурсів, може вважати ефективні державні інститути і громадянське суспільство загрозами своєму добробуту, і навмисно підривати їх формування.
В результаті цього держава погано виконує свої прямі обов'язки і може перешкоджати формуванню громадянських суспільств, використовуючи для цього доходи від природних ресурсів. Країни, економіка яких залежить від природних ресурсів, мають тенденцію бути більш тоталітарними, корумпованими і погано керованими.

### Голландська хвороба
Голландська хвороба являє собою економічне явище, при якому великі доходи від експорту природних ресурсів чинять негативний вплив на розвиток інших секторів економіки, підвищуючи номінальний і реальний обмінні курси національної валюти, а також заробітну плату у видобувних галузях.
Підвищення обмінного курсу та заробітної плати призводить до зниження конкурентоспроможності на світових ринках інших галузей, що працюють на експорт, насамперед, сільськогосподарської та обробної.
Крім того, збільшення бюджетних доходів, пов'язане з експортом ресурсів, часто спричиняє за собою підвищення державних витрат (на охорону здоров'я, оборону та ін.), що призводить до подальшого підвищення реального обмінного курсу та заробітної плати.
Результуючий спад в обробних секторах і, як наслідок, ще більша залежність від природних ресурсів, робить економіку надзвичайно вразливою до несприятливих змін на ринках природних ресурсів.

### Коливання доходів
Ціни світового ринку на природні ресурси піддаються значним коливанням. Так, ціна бареля сирої нафти зросла з 10 доларів в 1998—1999 рр. до більш ніж 140 доларів в 2008 р., а на початку 2009 р. впала до 50 доларів.
Якщо прибутки державного бюджету формуються в основному від експорту природних ресурсів (наприклад, згідно з даними МВФ, 99,7 % експорту Анголи в 2005 році становили нафта і алмази), ці коливання вносять хаос в державні витрати. Пов'язані з цим різкі зміни економічного клімату в країні призводять до масових порушень контрактів, підриваючи стабільність економіки.

### Надлишкові запозичення
Оскільки уряд очікує значних надходжень у майбутньому, він починає акумулювати заборгованість, навіть за наявності доходів від природних ресурсів. Ця поведінка заохочується, адже зміцнення реального обмінного курсу, пов'язане з припливом капіталу в країну або голландською хворобою, призводить до зниження процентних платежів. Природні ресурси країни використовуються як застава, збільшуючи розмір можливого кредиту.
Однак, при зниженні цін ресурсів на світових ринках і падіння реального обмінного курсу, в уряді виявляється менше коштів для виплати більш дорогого боргу. Наприклад, низка багатих нафтою країн, такі як Нігерія й Венесуела, демонстрували швидке зростання зовнішніх запозичень під час нафтового буму 70-х років XX століття. Однак, коли ціни на нафту почали знижуватися в 1980-ті роки, банки припинили подальшу видачу їм позик, що призвело до неможливості урядів розплатитися за поточним боргом та його розростання за рахунок штрафних санкцій.

### Корупція
У багатих природними ресурсами країнах часто найпростішим способом утримання влади є перерозподіл багатств на користь певних привілейованих секторів, аніж проведення орієнтованої на зростання, збалансованої економічної політики й формування чітких правил гри. Гігантські прибутки від природних ресурсів підживлюють цю політичну корупцію. Уряд у цій ситуації відчуває меншу необхідність у формуванні інституційної структури, яка регулює економіку країни поза видобувним сектором, у результаті чого інші сектори починають істотно відставати в розвитку.

### Недолік диверсифікації
Розвиток економічної диверсифікації може сповільнюватися або призупинятися у зв'язку з тимчасовою високою прибутковістю видобутку природних ресурсів. Зроблені спроби диверсифікації при цьому часто представляють глобальні громадські проекти, які можуть неправильно плануватися і погано управлятися, знову зводячись до перерозподілу ресурсів.
Навіть у ситуаціях, коли влада намагається диверсифікувати економіку, вона стикається зі значними труднощами, у зв'язку з тим, що видобувний сектор більш рентабельний, ніж будь-який інший.
У зв'язку з цим залежність країн-експортерів ресурсів від видобувного сектора зростає з плином часу. Незважаючи на те, що даний сектор дає великі надходження, він забезпечує порівняно мало робочих місць і часто функціонує як ізольований анклав, маючи незначні зв'язки з іншими секторами економіки.

### Людський капітал
У багатьох бідних країнах заробітна плата у видобувній промисловості у багато разів перевищує зарплату в інших секторах економіки. Це привертає в нього найталановитіших людей з приватного і державного сектора, негативно впливаючи на останній, оскільки позбавляє його найкваліфікованішого персоналу.
Іншим можливим ефектом прокляття ресурсів є витіснення з країни людського капіталу. Держави, що покладаються на експорт природних ресурсів, можуть нехтувати розвитком освіти, оскільки вони не відчувають у ній негайної необхідності. Навпаки, країни з бідними ресурсами, наприклад, Тайвань і Південна Корея, докладають великі зусилля для розвитку освіти, що було однією зі складових їхнього економічного успіху (див. Азійські тигри).
Слід зазначити, що цей висновок заперечується деякими дослідниками. Так, в одній роботі доводиться, що природні ресурси генерують порівняно легкі ренти, що обкладаються податками, які частіше використовуються для розвитку освіти.